# Bataille de Tinzawatène (2012)
Pour les articles homonymes, voir Combat de Tin Zaouatine.
Guerre du Mali
Batailles
La bataille de Tinzawatène lors de la rébellion touarègue de 2012 les 7 et 8 février 2012 aboutit à la prise de la ville par les forces rebelles du Mouvement national pour la libération de l'Azawad (MNLA).

## Déroulement
Le 7 février 2012, la ville de Tin Zaouatine est attaquée par les rebelles ; cependant, le premier jour les forces maliennes parviennent à repousser l'attaque après plusieurs heures de combat.
Le lendemain cependant, la ville tombe aux mains des rebelles. Selon un des porte-paroles du MNLA, Hama Ag Sid'Ahmed, les indépendantistes ont pris le contrôle de deux camps militaires de la ville et pris plusieurs véhicules militaires. L'armée malienne reconnaît que la garnison s'est repliée sur l'Algérie, elle dément cependant avoir été battue, faisant mention d'un « repli stratégique ». Cependant le 20 mars, Ansar Dine revendique également le contrôle de Tin Zaouatine.

## Bilan
Selon le bilan communiqué par le MNLA, plus de 34 soldats maliens se sont enfuis en Algérie, 5 ont été blessés, 10 faits prisonniers, dont un officier contre un seul blessé de leur côté. Les indépendantistes déclarent également avoir capturé plusieurs véhicules,. Le porte-parole Hama Ag Sid'Ahmed fait cependant mention d'un mort et d'un blessé dans les rangs du MNLA.
Selon les déclarations à l'AFP d'une source officielle malienne anonyme, il n'y a pas eu de combats ni de pertes en vies humaines, l'armée ayant décidé d'abandonner les positions isolées par stratégie,,.
Cependant d'après Reuters, le gouvernement malien indique le 8 février dans un communiqué qu'un soldat a été tué et que deux autres sont blessés.